# Andrea Toniatti
Andrea Toniatti (Rovereto, província de Trento, 13 d'agost de 1992) és un ciclista italià, que competeix des del 2011. Actualment milita a l'equip Team Colpack.

## Palmarès
- 2009
  - Vencedor d'una etapa a la Tre Ciclistica Bresciana
- 2013
  - 1r a la Coppa Varignana
  - 1r al Trofeu Gianfranco Bianchin
  - 1r a la Ruta d'Or
  - Vencedor d'una etapa al Giro de la Vall d'Aosta
- 2014
  - 1r al Gran Premi Ciutat de Felino
  - 1r al Gran Premi Santa Rita
- 2016
  - 1r al Trofeu Raffaele Marcoli
- 2017
  - 1r al Gran Premi Laguna
  - 1r a la Piccola Sanremo
  - 1r al Trofeu Alcide De Gasperi